# Tour of Kuban
Die Tour of Kuban ist ein Etappenrennen in Russland. Es führt durch die Region Kuban. Erstmals wurde sie im Jahr 2015 ausgetragen.
Diese Rundfahrt ist Teil der UCI Europe Tour und ist in der UCI-Kategorie 2.2 eingestuft.

## Sieger
- 2015  Dimitri Samochwalow